# فسيولوجيا كهربائية قلبية
علم وظائف الأعضاء الكهربية للقلب هو علم توضيح وتشخيص وعلاج الأنشطة الكهربائية للقلب. يستخدم المصطلح عادة في سياق سريري لوصف دراسات هذه الظواهر من خلال تسجيل القسطرة الغازية (داخل القلب) للنشاط العفوي بالإضافة إلى استجابات القلب للتحفيز الكهربائي المبرمج (PES). يشمل علم وظائف الأعضاء الكهربية للقلب أيضًا البحث الأساسي ومكونات البحث الترجمي. يُعرف الشخص الذي يدرس الفيزيولوجيا الكهربية القلبية ، إما سريريًا أو من خلال البحث فقط ، بعلم الفيزيولوجيا الكهربائية القلبية.